# Jorge Pegado Liz
Jorge Pegado Liz (ur. 28 grudnia 1940 w Nogueira do Cravo w dystrykcie Aveiro) – portugalski polityk, menedżer i prawnik, parlamentarzysta krajowy, od 1986 do 1987 poseł do Parlamentu Europejskiego II kadencji.

## Życiorys
Ukończył studia prawnicze, od 1962 praktykował w zawodzie. Od 1968 do 1975 kierował sekretariatem i departamentem w Funduszu Rozwoju Eksportu, następnie do 1979 kierował zarządem spółki ubezpieczającej kredyty. Potem do 1983 kierował firmami z branż wydawniczej i konsultingowej. Od 1983 do 1985 należał do władz ICEP (krajowego instytutu handlu zagranicznego). Reprezentował Portugalię w ramach oficjalnych misji przy organizacjach międzynarodowych, w tym OECD, EFTA i GATT, został też konsultantem Komisji Europejskiej. Publikował również książki dotyczące m.in. prawa unijnego i konsumenckiego oraz polityki w Portugalii.
Zaangażował się w działalność polityczną w ramach Demokratycznej Partii Odnowy. W latach 1985–1991 zasiadał w Zgromadzeniu Republiki IV i V kadencji, reprezentując dystrykt Lizbona. Od 1 stycznia 1986 do 13 września 1987 wykonywał mandat posła do Parlamentu Europejskiego w ramach delegacji krajowej. Przystąpił do Europejskiego Sojuszu Demokratycznego. Od stycznia do września 1987 był wiceszefem Komisji ds. Socjalnych i Zatrudnienia, należał też m.in. do Komisji ds. Stosunków Gospodarczych z Zagranicą.
Później powrócił do aktywności w krajowym parlamencie, od października 1989 był deputowanym niezrzeszonym. Został członkiem Europejskiego Komitetu Ekonomiczno-Społecznego. Objął funkcję szefa DECO, krajowego stowarzyszenia ochrony konsumentów, a także członka państwowego ciała nadzorującego media.